# Pyrinia sanitaria
Pyrinia sanitaria är en fjärilsart som beskrevs av William Schaus 1901. Pyrinia sanitaria ingår i släktet Pyrinia och familjen mätare. Inga underarter finns listade.